# 莫尼布勒
莫尼布勒是瑞士的城鎮，位於該國中西部，由伯恩州負責管轄，面積3.39平方公里，海拔高度862米，2011年人口37，九成人口信奉基督教，人口密度每平方公里11人。